# 馬利尼夫卡
49°47′47″N 36°42′42″E / 49.79639°N 36.71167°E

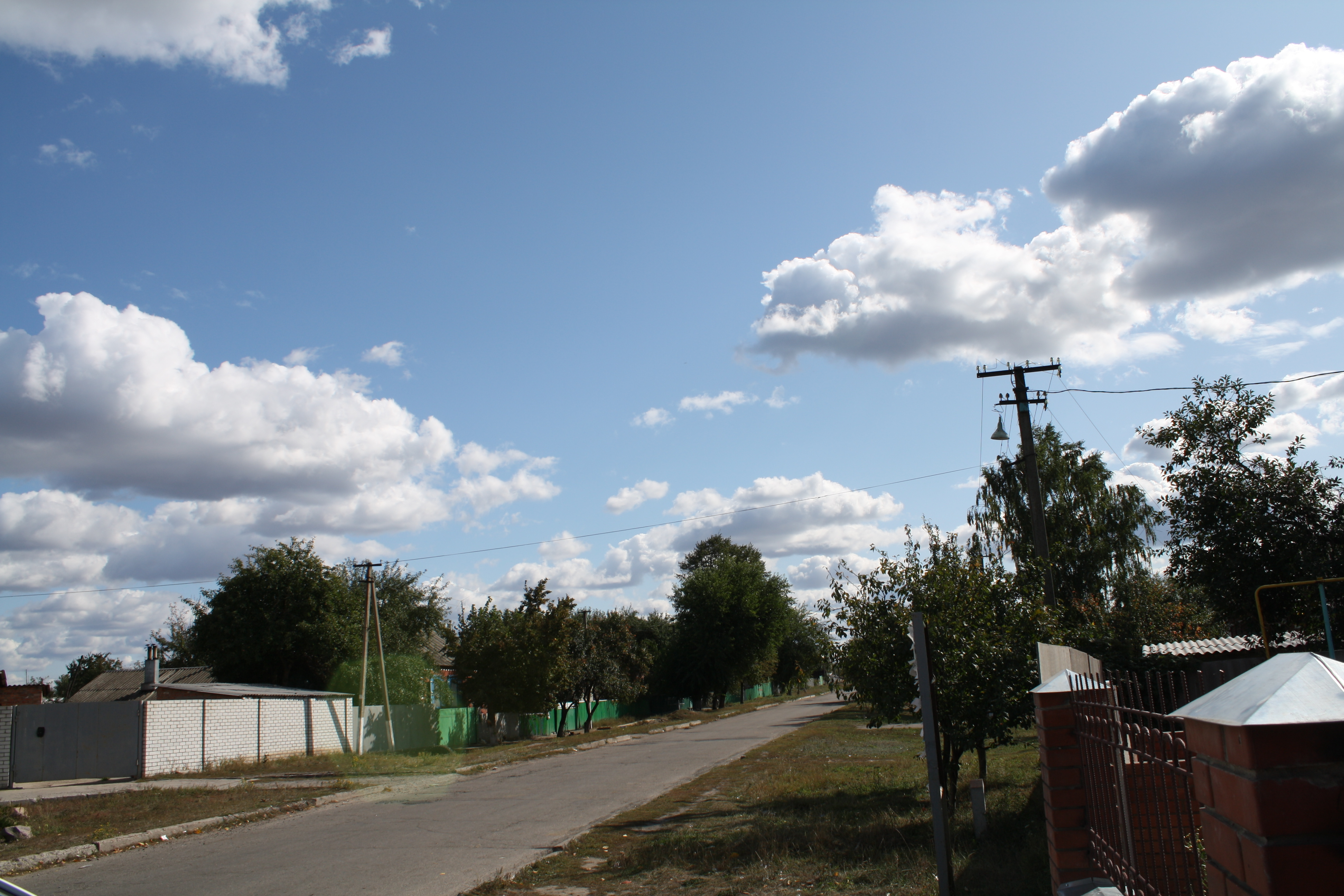
街景

馬利尼夫卡（烏克蘭語：Малинівка）是位於烏克蘭東部的市級鎮，由哈爾科夫州丘胡伊夫区的馬利尼夫卡市鎮負責管轄。該鎮始建於1652年，面積5.2平方公里，海拔高度104米，2011年人口7,424，人口密度每平方公里1,427.7人。